# Хітроу-Коннект
|  |

|  |

|  |

|  |

|  |

|  |

|  |

|  |

|  |

|  |

|  |

|  |

|  |

|  |

|  |

|  |

Хітроу-Коннект (англ. Heathrow Connect) — назва колишнього потягу між Лондонським аеропортом Лондон-Хітроу і станцією Паддінгтон у центрі Лондона, Велика Британія. Працював на тому ж маршруті, що і Хітроу-Експрес, але з проміжними зупинками. Рейс відправляли щопівгодини протягом усього дня та ввечері. Послуга діяла з 12 червня 2005 року по 19 травня 2018 року, коли була поглинена франшизою TfL Rail перед тим, як стати частиною лінії Елізабет влітку 2019 року.

## Рухомий склад
| Клас               | Фото | Тип          | Макс. швидкість | Макс. швидкість | Кількість | Номер         | Вагонів | Розташування сидінь | Маршрут                        | Побудовано |
| Клас               | Фото | Тип          | mph             | km/h            | Кількість | Номер         | Вагонів | Розташування сидінь | Маршрут                        | Побудовано |
| ------------------ | ---- | ------------ | --------------- | --------------- | --------- | ------------- | ------- | ------------------- | ------------------------------ | ---------- |
| Class 360/2 Desiro |      | електропотяг | 100             | 161             | 5         | 360201-360205 | 5       | 2+3                 | Паддінґтон – Гітров-Термінал 5 | 2004–2005  |
| Class 360/2 Desiro |      |              |                 |                 |           |               |         |                     |                                |            |